# Gerrit Dessing
Georgius Petrus Wilhelmus Dessing (Naaldwijk, 27 januari 1910 - Johannesburg, 28 september 1985) was Engelandvaarder. 
Dessing was de zoon van Adrianus Gerardus Wilhelmus Dessing en Hillegona Alida Kester. Hij werd Gerrit genoemd.
Na zijn aankomst in Engeland kreeg hij een opleiding bij de Special Operations Executive (SOE). In de nacht van 27 op 28 februari 1942 zou hij met materiaal bij Houthalen geparachuteerd worden, aldus was aan het ontvangstcomité bericht. Hiertoe behoorde Huub Lauwers, die een week later werd gearresteerd.
Dessing werd eerder die avond echter bij Ermelo gedropt, hetgeen zijn leven heeft gered. Zijn opdracht was onder meer:
- enkele belangrijke personen helpen te ontsnappen, zoals Colijn en minister Van Dijk die beiden reeds gearresteerd waren. Dit lukte niet.
- contact op te nemen met L.J. van Looy, een sociaaldemocraat en vakbondsleider.
- oprichten van sabotageteam in de regio Dordrecht-Rotterdam, met betrekking tot de scheepvaart.

Zijn schuilnaam was George, George Peter William Dirksen en George Dircksen. Hij gebruikte bij de Nederlandse afdeling van SOE de namen Gerrit Dekkers en Gerrit van den Broek.
Op 2 september 1943 keerde hij via Brussel en Gibraltar terug naar Engeland.

## Na de oorlog
Dessing ging naar Johannesburg en werd accountant. Op 21 december 1946 trouwde hij met Helen Margareth White, ze kregen geen kinderen.